# Siete días (serie de televisión)
Siete Días (título original: Seven Days) es una serie de televisión de ciencia ficción estadounidense basada en la premisa del viaje en el tiempo. Fue creado por Christopher y Zachary Crowe, producida por UPN y fue transmitida desde el 7 de octubre de 1998 al 29 de mayo de 2001.

## Argumento
Frank Parker, un ex soldado americano, es contratado por un equipo de científicos de la Agencia de Seguridad Nacional del Gobierno de los Estados Unidos que trabaja en un proyecto secreto. Es un proyecto que le permite viajar en el tiempo con una máquina, exactamente durante siete días, utilizando para ello tecnología extraterrestre. El objetivo de esta empresa es evitar desastres que pongan en peligro la seguridad de la nación y de la humanidad.
Una vez que llega al pasado en esa máquina, Frank informa entonces a la cúpula de esos científicos a través de una palabra en clave, "Conundrum" de esos venideros desastres, y luego ellos actúan juntos para que esos desastres sean evitados y la misión tenga por ello el correspondiente éxito.

## Reparto
- Jonathan LaPaglia - Teniente Frank Parker
- Justina Vail - Dr. Olga Vukavitch
- Don Franklin - Capitán Craig Donovan
- Nick Searcy - Nate Ramsey
- Alan Scarfe - Bradley Talmadge
- Norman Lloyd - Isaac Mentnor
- Sam Whipple - John Ballard (temporada 1–2)
- Kevin Christy - Andrew Owsley (temporada 3)